# Olympique lillois (basket-ball)
Pour les articles homonymes, voir Olympique lillois.
La section basket-ball de l'Olympique lillois (dont le diminutif est OL) est un club de basket-ball français créé en 1924 à Lille et disparu au milieu des années 1940.
Alors sous le statut amateur, l'OL connaît le succès dans les années 1930 en atteignant trois fois de suite la finale du championnat de France. Champion de France lors de la saison 1933-1934, l'OL a perdu les deux autres finales en 1933 et 1935.

## Historique
Même si l'OL voit le jour en 1902, le club ne crée la section basket-ball qu'en 1924.

## Palmarès
Le seul titre national qui compose le palmarès de l'Olympique se résume au titre de champion de France en 1934.

## Organisation

### Joueurs emblématiques
Lors du titre de 1934, Charles Fonteyne fut le capitaine de l'OL.
Pierre Boël fut appelé en équipe de France. Il participa au premier EuroBasket de l'histoire en 1935 mais aussi au tournoi de basket-ball des Jeux olympiques de 1936, première apparition de ce sport aux JO. Georges Fontaine et Charles Fonteyne ont également disputé le tournoi olympique.